# Libinia bellicosa
Libinia bellicosa is een krabbensoort uit de familie van de Epialtidae. De wetenschappelijke naam van de soort is voor het eerst geldig gepubliceerd in 1944 door Oliveira.